# Brycon ferox
Brycon ferox, popularmente chamado piabanha, é um peixe endêmico do Brasil da família dos briconídeos (Bryconidae). Há registro da espécie nos estados de Minas Gerais, Espírito Santo e Bahia. Em 2005, foi incluída na Lista de Espécies da Fauna Ameaçadas do Espírito Santo; mas em 2018 foi reavaliada para pouco preocupante na Livro Vermelho da Fauna Brasileira Ameaçada de Extinção do Instituto Chico Mendes de Conservação da Biodiversidade (ICMBio).

## Etimologia
O nome popular piabanha deriva do tupi pia'wãya e em sentido definido designa estes peixes. O étimo é composto por pi'awa, no sentido de piaba, e ãya, no sentido de dente.